# Sinfonía en si bemol mayor, KV 74g (Mozart)

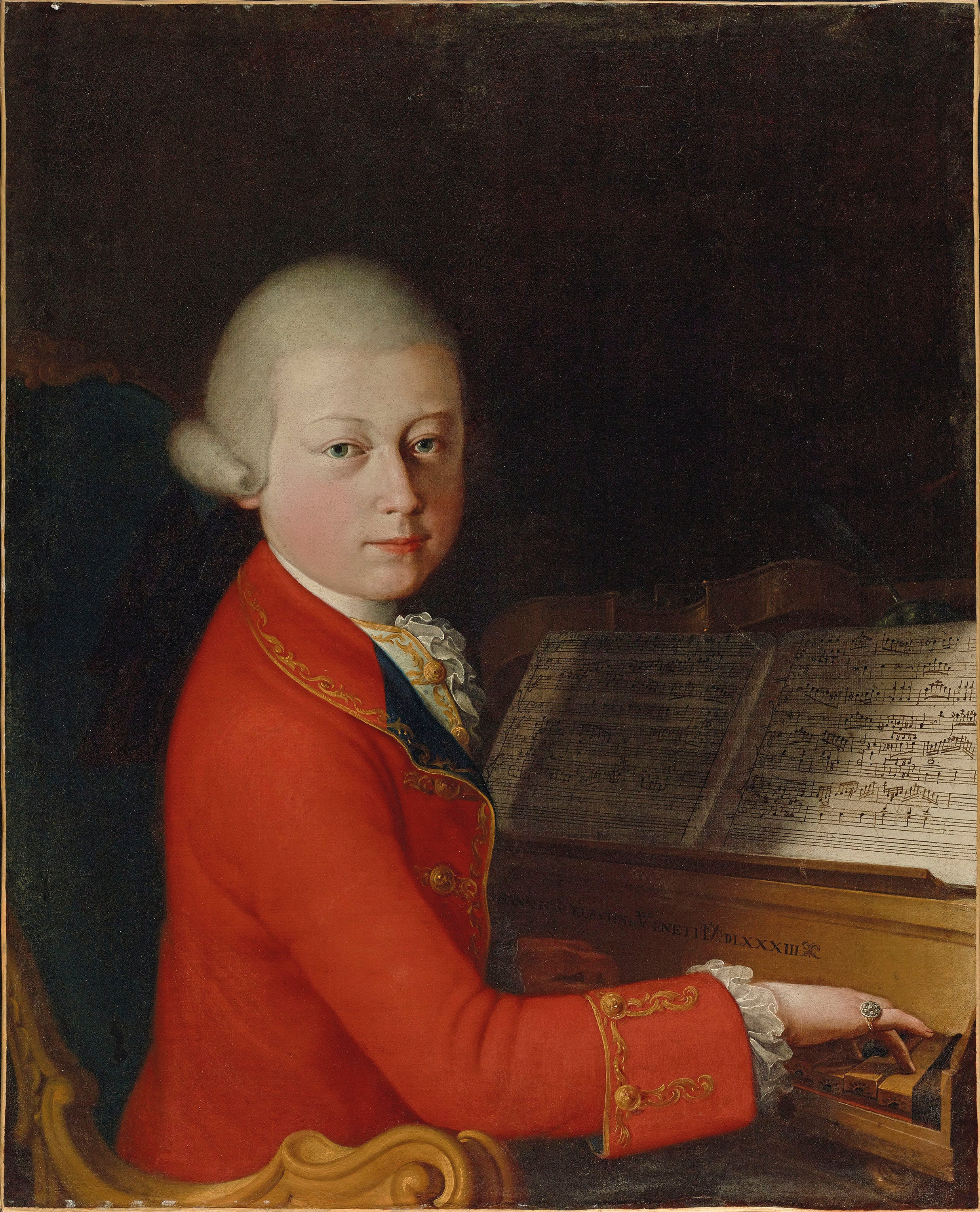
Mozart en 1770.

La Sinfonía n.º 54 en si bemol mayor, K. Anh. 216/74g/Anh. C11.03 probablemente fue compuesta por Wolfgang Amadeus Mozart en 1771.

## Historia

### Contexto

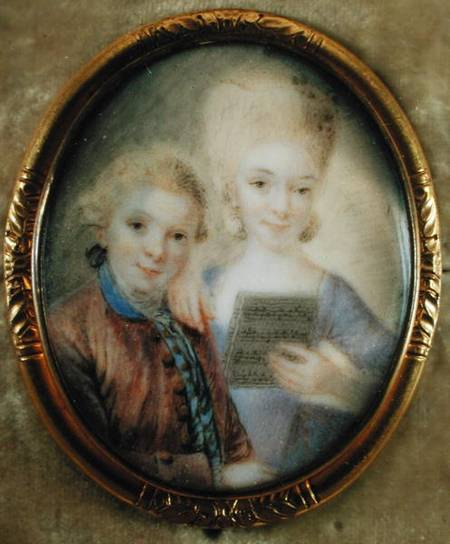
Wolfgang y Nannerl hacia 1763.

La carrera de Mozart como sinfonista había empezado en Londres durante el gran viaje de la familia Mozart por Europa entre junio de 1763 y noviembre de 1766. El padre Leopold Mozart planeó la gira para exhibir a sus prodigiosos hijos, Wolfgang y Nannerl en las principales cortes europeas. En ese tiempo Wolfgang compuso sus primeras obras del género, que tenían una deuda sustancial con las sinfonías de estilo galante italianizante en tres movimientos de Carl Friedrich Abel y Johann Christian Bach; también escuchó las sinfonías de compositores relevantes como Thomas Arne, William Boyce y Giuseppe Sammartini. Posteriormente Leopold y sus hijos pasaron en Viena varios meses de 1768 durante los cuales el joven maestro hizo un esfuerzo consciente por adaptar su estilo sinfónico a los gustos del público vienés, adoptando entre otras cosas la estructura en cuatro movimientos. Una afortunada consecuencia de los largos viajes del compositor en ciernes fue el contacto que le proporcionaron con una generosa muestra representativa de las tradiciones musicales europeas: alemana, británica, francesa e italiana.
El joven compositor y su padre realizaron tres viajes a Italia entre diciembre de 1769 y en mayo de 1773. En este periodo alternó sus visitas con estancias en Salzburgo durante las cuales creó la ópera Mitrídates, rey de Ponto, así como varias sinfonías con apreciable influencia del gusto italiano por la ópera bufa. En 1772 y 1773 el maestro austríaco vivió una etapa de entusiasmo por la escritura sinfónica, produciendo cada año siete nuevas sinfonías (n.º 15 - n.º 27). Después redujo su actividad en este campo y en los dos años siguientes sólo aparecieron tres nuevas piezas del género (n.º 28, 29 y 30). En 1778 realizó un largo y nefasto viaje a Mannheim y a París, durante el cual falleció su madre y su única producción relevante fue la Sinfonía n.º 31 "París". En enero de 1779 regresó a su ciudad natal donde creó otras tres sinfonías (n.º 32, 33 y 34) con las que cierra su etapa en Salzburgo. El casi cuarto de siglo que separa su primera sinfonía de la última -la n.º 41- estuvo marcado por el interés recurrente, si no continuo, del compositor por las posibilidades inherentes a esta forma. Al examinar la cronología de las obras de Mozart, se observa que la composición de sus sinfonías tiende a producirse en grupos espaciados irregularmente, de hasta nueve o diez ejemplos seguidos, en lugar de regular o aisladamente. Lo que esto podría sugerir, al margen de cualquier motivación económica, es que empleó estos periodos específicamente para resolver los problemas y retos de la forma sinfónica.

### Composición
La composición de esta obra, si realmente se trata de una obra del joven Mozart, pudo desarrollarse en 1771 en Salzburgo. A pesar de su numeración se trata de una de las sinfonías tempranas del maestro austríaco, ya que fue una de las que se descubrieron después de que se elaborara la lista "oficial" de 41 sinfonías.

### Autoría
Ludwig Ritter von Köchel supo de la existencia de esta sinfonía (entre otras) solo gracias a un íncipit presente en el catálogo temático de obras de Mozart que elaboró la Breitkopf & Härtel años después de que falleciese el compositor, de tal forma que ubicó la obra en el apéndice o Anhang del catálogo Köchel, numerándola K. Anh. 216. A principios del siglo XX fueron descubiertas un conjunto de partes de la sinfonía (hoy perdidas) en la Biblioteca Estatal de Berlín y fue publicada por Breitkopf & Härtel en 1910 y editada por Max Seiffert. Esta serie de partes pudieron haber sido tomadas de la biblioteca por Seiffert antes de que fueran catalogadas (por lo que ese conjunto nunca llegó a ser catalogado) y nunca se devolvió. Debido a la pérdida de esos fragmentos, la única fuente de la sinfonía es la edición de Breitkopf & Härtel (de la Alte Mozart-Ausgabe). Max Seiffert escribió que en un antiguo catálogo manuscrito de Breitkopf & Härtel se enumeran diez sinfonías que fueron recogidas por la editorial, pero todas ellas habían sido perdidas y Köchel solo pudo incluirlas en el apéndice de su catálogo y numerarlas K. Anh. 214-223; sin embargo, dos de estas sinfonías fueron halladas posteriormente en la Biblioteca Estatal de Berlín, la K. Anh. 214 y la K. Anh. 216. Estas obras fueron fechadas en 1770-1771 y se estableció que habrían sido compuestas probablemente en Italia.
Alfred Einstein escribió en su edición del catálogo Köchel que consideraba que la sinfonía había sido compuesta entre los dos viajes a Italia del pequeño Mozart, en el verano de 1771 en Salzburgo. Dio a la sinfonía el número K. 74g dentro del catálogo y afirmó que no había duda acerca de la autoría de Mozart. La sexta edición del catálogo Köchel dio a la obra el número K. Anh. C11.03, ubicándola en el apartado de las obras espurias o de dudosa autenticidad por razones de catalogación.

### Estreno y publicación
No se sabe con certeza la fecha y el lugar en que se celebró el estreno de la sinfonía.
La primera edición de la obra fue llevada a cabo en 1910 por el editor Max Seiffert para la casa Breitkopf & Härtel en Leipzig, que publicó bajo la denominación Wolfgang Amadeus Mozarts Werke, Serie XXIV: Supplemente.
La Alte Mozart-Ausgabe (Antigua Edición de Mozart), que publicó la primera edición completa de las obras musicales de Mozart entre 1879 y 1882, estableció la secuencia numerada del 1 al 41 para la producción sinfónica del maestro austríaco. Algunas piezas, como la Sinfonía en fa mayor, K. 76, fueron publicadas en suplementos de la Alte-Mozart Ausgabe hasta 1910. Las sinfonías no numeradas en aquel momento han recibido posteriormente números que van del 42 al 56, incluso aunque fueran escritas por Mozart con anterioridad a la Sinfonía n.º 41 de 1788. Conforme a este esquema de numeración la Sinfonía K. 74g recibiría el número 54.

## Instrumentación
La partitura está escrita para una orquesta formada por:
- Viento madera: 2 flautas o 2 oboes y 1 [fagot].
- Viento metal: 2 trompas en si bemol.
- Teclado: [clavecín].
- Cuerda: una sección de cuerdas con 2 violines (primero y segundo), 2 violas, violonchelo y contrabajo.

Cabe destacar el uso de dos violas en lugar de la única que es habitual en la orquestación de estas piezas. En las orquestas de aquella época era una práctica común emplear el fagot y el clavecín, si estaban presentes en la orquesta, para reforzar la línea del bajo doblando a los violonchelos y los contrabajos o bien como continuo, incluso sin notación separada.

## Estructura y análisis
La sinfonía consta de cuatro movimientos:
- I. Allegro, en si bemol mayor 3
4
- II. Andante, en mi bemol mayor 2
4
- III. Menuetto, en mi bemol mayor – Trio, en fa mayor 3
4
- IV. Allegro molto, en si bemol mayor 2
4

La interpretación de esta obra dura aproximadamente entre 10 y 15 minutos.

### I.Allegro
El primer movimiento, Allegro, está escrito en la tonalidad de si bemol mayor, en compás de 3/4 y sigue la forma sonata.

### II.Andante
El segundo movimiento, Andante, está en mi bemol mayor y en compás de 2/4.

### III.Menuetto–Trio
El tercer movimiento, Menuetto – Trio, está en mi bemol mayor que en el trío pasa a fa mayor y en compás de 3/4.

### IV.Allegro molto
El cuarto y último movimiento, Allegro molto, retoma la tonalidad inicial y el compás de 2/4.